# Miguel Ángel Gómez Martínez

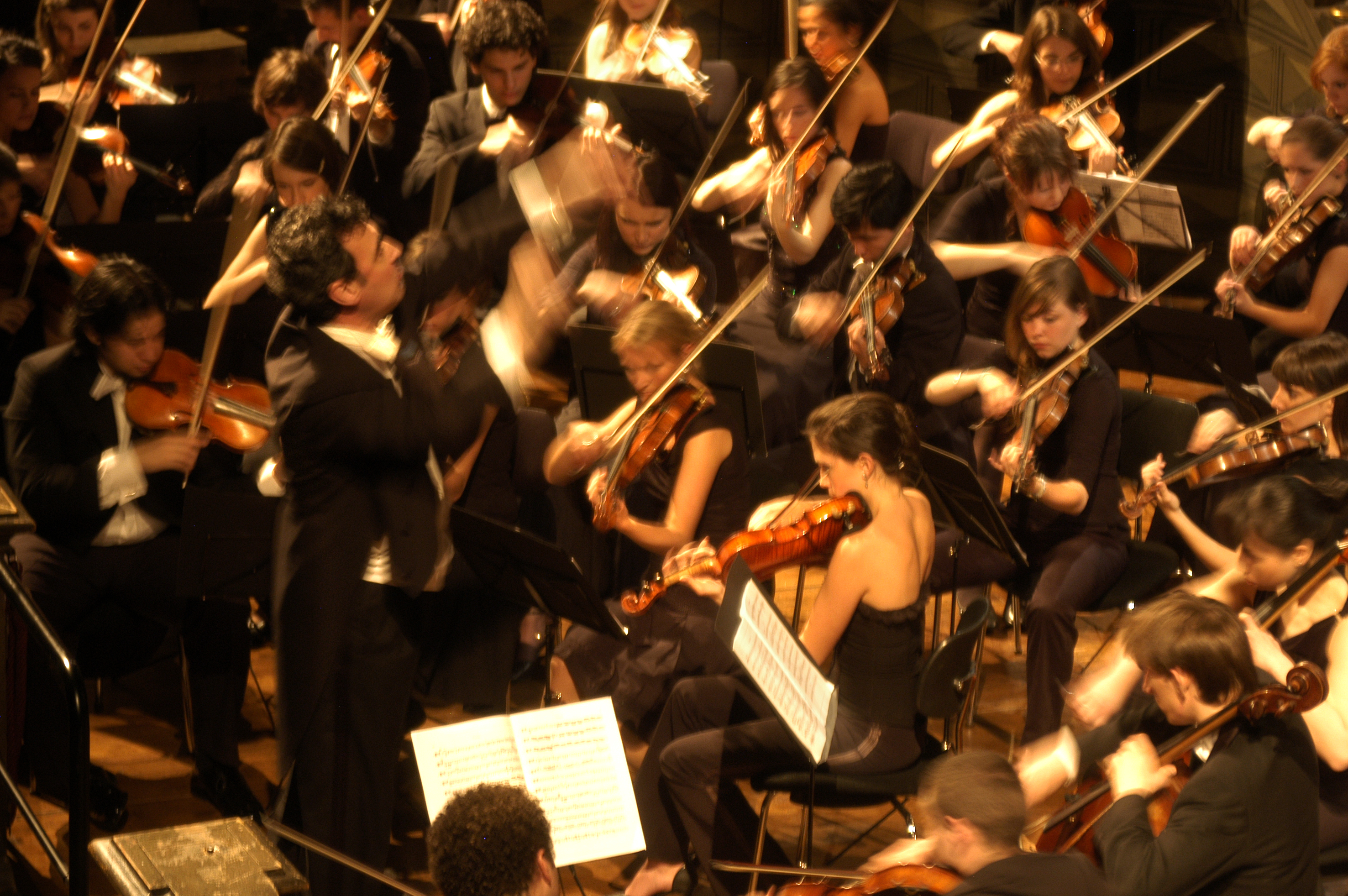
Miguel Gómez Martínez leitet die Internationale Junge Orchesterakademie

Miguel Ángel Gómez Martínez (* 17. September 1949 in Granada; † 4. August 2024 in Málaga) war ein spanischer Dirigent und Komponist.
Bereits im Alter von sieben Jahren stand er zum ersten Mal am Dirigentenpult. An den Konservatorien seiner Heimatstadt und in Madrid absolvierte er dann seine musikalische Ausbildung, die er durch Meisterkurse in den USA und das Studium bei Hans Swarowsky in Wien vervollständigte.
Eine internationale Karriere führte den Dirigenten inzwischen an alle großen Opernhäuser der Welt. Er dirigierte an der Wiener Staatsoper, der Deutschen Oper Berlin, der Bayerischen Staatsoper, in Paris, am Covent Garden London, in Mailand, an der Lyric Opera of Chicago und in Buenos Aires. Als Gastdirigent leitete er u. a. das Gewandhausorchester Leipzig, die Staatskapelle Dresden, das Symphonieorchester des Bayerischen Rundfunks, die Wiener Philharmoniker und das Tokyo Philharmonic Orchestra.
Er war Chefdirigent des Symphonieorchesters des Spanischen Rundfunks in Madrid (1984–1987), der Madrider Oper (1985–1991) und des Baskischen Nationalorchesters San Sebastian (1989–1993), GMD am Mannheimer Nationaltheater (1990–1993), an der Finnischen Nationaloper in Helsinki (1993–1996) und bei den Hamburger Symphonikern (1992–2000). Danach war er Chefdirigent des Orchesters von Valencia (1997–2005) und Generalmusikdirektor der Oper Bern (2000–2004). In der Spielzeit 2004/05 übernahm er wieder Dirigate im Nationaltheater Mannheim.
Von 2004 bis 2012 stand er außerdem alljährlich an Ostern am Pult der Internationalen Jungen Orchesterakademie (IJOA). Mit dem internationalen Auswahlorchester studierte er 2004 Gustav Mahlers 2. Sinfonie „Auferstehungssinfonie“ ein, 2005 die 4. und 2006 die 7. Sinfonie von Anton Bruckner und 2007 Tschaikowskis 5. Sinfonie. 2008 brachte er die 2. Sinfonie von Johannes Brahms mit der IJOA im Rahmen des Bayreuther Osterfestivals und des Osterfestivals Nördliche Oberpfalz zur Aufführung. Der Erlös der Benefizkonzerte ging zu Gunsten krebskranker Kinder.
Später kehrte er für eine weitere Amtszeit als Chefdirigent zum Symphonieorchester des Spanischen Rundfunks zurück (2016–2019).
Gómez Martínez starb Anfang August 2024 mit 74 Jahren in Málaga.

## Auszeichnungen
Für sein künstlerisches Engagement wurde er 1995 durch den spanischen König Juan Carlos mit der Encomienda de Número des Zivilverdienstordens ausgezeichnet.